# Alpinia rosea
Alpinia rosea är en enhjärtbladig växtart som beskrevs av Adolph Daniel Edward Elmer. Alpinia rosea ingår i släktet Alpinia och familjen Zingiberaceae. Inga underarter finns listade i Catalogue of Life.